# Egan (Dakota del Sur)
Egan es una ciudad ubicada en el condado de Moody en el estado estadounidense de Dakota del Sur. En el Censo de 2010 tenía una población de 278 habitantes y una densidad poblacional de 100,79 personas por km².

## Geografía
Egan se encuentra ubicada en las coordenadas 44°0′1″N 96°38′55″O / 44.00028, -96.64861. Según la Oficina del Censo de los Estados Unidos, Egan tiene una superficie total de 2.76 km², de la cual 2.76 km² corresponden a tierra firme y (0%) 0 km² es agua.

## Demografía
Según el censo de 2010, había 278 personas residiendo en Egan. La densidad de población era de 100,79 hab./km². De los 278 habitantes, Egan estaba compuesto por el 86.33% blancos, el 0% eran afroamericanos, el 8.63% eran amerindios, el 0.72% eran asiáticos, el 0% eran isleños del Pacífico, el 0.36% eran de otras razas y el 3.96% pertenecían a dos o más razas. Del total de la población el 2.16% eran hispanos o latinos de cualquier raza.